# Ванта (село)
Ванта (груз. ვანთა) — село в Грузії.
За даними перепису населення 2014 року в селі проживає 937 осіб.